# John Stockton
John Houston Stockton (Spokane, 26 maart 1962) is een gepensioneerde, Amerikaanse basketballer uit de NBA. Zijn gehele carrière heeft hij point-guard gespeeld voor de Utah Jazz in Salt Lake City in Utah. Stockton is volgens velen de beste point-guard aller tijden en heeft het NBA-record voor de meeste "assists" (15.806) en "steals" (3.265).

## Erelijst
- 10x NBA All-Star (1989, 1990, 1991, 1992, 1993, 1994, 1995, 1996, 1997, 2000)
- NBA's 50th Anniversary All-Time Team
- 2x All-NBA First Team selection
- 6x All-NBA Second Team selection
- 3x All-NBA Third Team selection
- 5x NBA All-Defensive Second Team selection
- 2x goud op de Olympische Spelen (Barcelona 1992 en Atlanta 1996)

| Logo van de Olympische Spelen | Goud | Zilver | Brons | Logo van de Olympische Spelen |
|                               | 2    | 0      | 0     |                               |